# Tortoreta barrada
La tortoreta barrada (Geopelia maugeus) és una espècie d'ocell de la família dels colúmbids (Columbidae) que habita zones amb més o menys arbres, terres de conreu i ciutats de les illes Petites de la Sonda, des de Lombok cap a l'est fins a les illes Kai.